# История Латвии
История Латвии датируется с X—IX тысячелетия до нашей эры, когда после окончания последнего ледникового периода в северной Европе она вновь стала заселяться. Древние балтийские народы прибыли в этот район во втором тысячелетии до нашей эры, и к концу первого тысячелетия нашей эры на территории Латвии можно было идентифицировать четыре отдельных племенных царства. Основная река Латвии, Даугава, находилась в начале важного торгового пути из Балтийского региона через территорию современной России в южную Европу и на Ближний Восток, который использовался викингами, а затем скандинавскими и немецкими торговцами.
В период раннего средневековья народы региона сопротивлялись христианизации и подверглись нападению в Северных крестовых походах. Столица Латвии Рига, основанная в 1201 году немцами в устье Даугавы, стала стратегической базой во время санкционированного папой завоевания территории Латвии Ливонскими меченосцами. Он должен был стать первым крупным городом на юге Балтики, а после 1282 года главным торговым центром Ганзейского союза.
К XVI веку господство балтийских немцев пошатнулось в ходе попыток овладеть портом и торговым городом Ригой со стороны других государств: Тевтонского ордена, Речи Посполитой, Швецией и Российской империей. В 1710 году в ходе Северной войны контроль над Ригой и частями современной Латвии окончательно перешел от Швеции к Московскому царству. В рамках Московского царства Латвия находилась в авангарде индустриализации и отмены крепостного права, благодаря чему к концу XIX века стала одной из наиболее развитых частей уже Российской империи. Усиление социальных проблем в ходе индустриализации и рост недовольства, вызванного этим, указывали, что Рига также сыграла свою роль в русской революции 1905 года.
Первое национальное пробуждение Латвии началось в 1850-х годах и после Первой мировой войны и двухлетней борьбы в Латвийской войне за независимость Латвия наконец добилась суверенитета, признанной Советской Россией в 1920 году и международным сообществом в 1921 году. Политическая нестабильность и последствия Великой депрессии привели к государственному перевороту 15 мая 1934 года премьер-министра Карлиса Улманиса. Независимое существование Латвии было прервано летом 1940 года, когда в страну были введены советские войска, что завершилось присоединением к Советскому Союзу. В 1941 году территория Латвии была захвачена нацистской Германией, но в результате боевых действий в 1944—1945 годах возвращена в состав СССР.
С середины 1940-х годов Латвийская Советская Социалистическая Республика находилась под советским экономическим контролем, и ее народы подверглись значительной русификации. Однако латышская культура и инфраструктура сохранились, и в период советской либерализации при Михаиле Горбачеве Латвия снова встала на путь независимости, в конце концов добившись признания независимости в августе 1991 года. После этого Латвия стала членом Организации Объединенных Наций, вступила в НАТО и присоединилась к Европейскому Союзу.
Экономика Латвии сильно пострадала во время Великой рецессии, вызвавшей латвийский финансовый кризис 2008 года. Ухудшение экономических условий и улучшение возможностей трудоустройства в Западной Европе вызвали массовую эмиграцию латышей.

## Доисторический период
Примерно 16 тысяч лет назад на территории нынешней Латвии закончился последний ледниковый период, однако люди стали заселять её около 11 тысяч лет назад. Следы пребывания первых поселенцев относят к артефактам кундской культуры, на базе которой впоследствии сформировалась нарвская культура. Около 3-го тысячелетия до н. э. на эту территорию пришли племена культуры ямочно-гребенчатой керамики. Приход индоевропейских народов связан с нашествием племён культуры боевых топоров. Не позже 1-го тысячелетия до н. э. здесь расселились балтские племена культуры штрихованной керамики. Им уже были известны скотоводство и подсечное земледелие. Примерно в это же время жители на этой территории начали использовать первые привозные орудия труда из железа. До V века практиковалось мотыжное земледелие.

## Период Средневековья
В VII веке на западе нынешней Латвии, недалеко от современного города Лиепая, находились поселения скандинавов.
К X веку население на территории Латвии овладевает технологией гончарного круга. Находки арабских дирхемов (начиная со второй половины IX века) свидетельствует об активизации торговли и экономических связях с отдалёнными странами. Римские монеты на территории Латвии появились ещё во II веке н. э.
Средневековые летописи фиксируют проживание на территории Латвии финских племён (ли́вов) и балтских племён (ку́ршей, земга́лов, се́лов, латга́лов).
К XII веку существовал ряд протогосударственных образований: (Межотне, Тервете, Ерсика, Талава, Кокнесе и др.). В каждой из этих земель был, по крайней мере, один хорошо укреплённый замок.
Кокнесское и Ерсикское княжества были в вассальной зависимости от Полоцкого княжества, которое контролировало торговый путь по Западной Двине. Ливы, жившие у самого устья Двины (в Икскюле), также платили дань полоцкому князю. Земли Талава и Атзеле платили дань псковскому князю. В то же время князьки и старейшины земгалов и куршей в политическом плане были относительно самостоятельными, хотя некоторые курши платили дань королям Швеции.
Население на территории нынешней Латвии долго сохраняло языческие верования. Лишь в конце XII века начались попытки христианизации ливов и других народов немецкими крестоносцами. В 1186 году было основано первое епископство (в Икскюле), а в 1201 году по указанию епископа Альберта была основана Рига, ставшая центром распространения христианской веры.

## Орденский период (1202—1561 годы)
К концу XIII века территория нынешней Латвии была завоёвана крестоносцами Ордена меченосцев (с 1237 года — Ливонского ордена) и стала частью Ливонии. В Ливонии появилась сеть каменных замков, которые использовались завоевателями в качестве опорных пунктов. Крестоносцы принесли с собой католицизм; из переселившихся сюда немцев сформировались господствующие классы (дворянство и духовенство), немецкие бюргеры стали основой городского населения. Местные крестьяне до XV века сохраняли относительную свободу и нередко нанимались в военные структуры ордена, однако к концу XVI столетия все крестьяне стали крепостными.

## Под властью Речи Посполитой и Швеции (1561—1721 годы)
Одним из факторов ослабления Ливонского ордена стала Реформация. Орден подчинялся главе Римской католической церкви, однако большинство его членов составляли немцы, которые воодушевились проповедью Мартина Лютера. Конец Ливонии наступил в ходе Ливонской войны, начавшейся с вторжения армии русского царя Ивана Грозного в 1558 году
Одновременно Польша заявила о себе как о бастионе Контрреформации и католицизма. Протектором лютеран объявил себя шведский король. Таким образом, Контрреформация в Латвии вылилась в польско-шведское противостояние, достигшее своего апогея в польско-шведской войне (1600—1629 годы). В результате войны территория современной Латвии была поделена между двумя странами: Рига и Ливония стали шведскими, а Курляндия и Латгалия остались за Речью Посполитой.
Конец противостоянию положил приход третьей силы — Российского царства, которое во время Северной войны в 1710 году заняло территорию Эстляндии и Лифляндии, а в 1721 году, по Ништадскому мирному договору, юридически закрепило за собой часть территории современной Латвии, принадлежавшую ранее Швеции (включая и Ригу).

## В составе Российской империи (1721—1917 годы)
Полученная по Ништадтскому мирному договору в 1721 году и выкупленная Россией за 2 млн ефимков (серебряных монет) Шведская Лифляндия (в которую входили северная часть современной Латвии и южная часть современной Эстонии) в Российской империи стала частью Рижской губернии, а потом Лифляндской губернией.
В 1772 году в результате первого раздела Речи Посполитой к России была присоединена Латгалия (Инфлянты Польские), со временем эти земли стали частью Витебской губернии. В 1795 году герцог Курляндии Пётр Бирон, утративший своего суверена — польского короля и находившийся в конфликте с местным дворянством, продал российской императрице Екатерине II свои владения за 500 тысяч червонцев и ежегодную пенсию в 100 тысяч талеров (50 тысяч червонцев).
Во время вторжения Наполеона французские войска временно оккупировали Курляндию, однако Ригу им взять не удалось. Вскоре после Отечественной войны 1812 года на большей части территории Латвии было отменено крепостное право.
Во второй половине XIX века проводится индустриализация прибалтийских земель. В 1861 году была проведена первая железная дорога между Ригой и Динабургом, которая впоследствии была продолжена до Витебска. В 1862 году основан Рижский политехникум, а в 1868 году открылась первая русская гимназия — Александровская, где местным жителям обеспечивалось преподавание латышского языка. Это открыло латышам путь в высшие учебные заведения Российской империи и положило начало формированию национальной интеллигенции.
Рига превратилась в крупнейший индустриальный центр Российской империи, где были построены многие заводы (в том числе известный Русско-Балтийский вагонный завод). Однако местную элиту, как и прежде, составляли остзейские немцы. В то же время охватившая Европу волна национального возрождения затронула и территорию современной Латвии — образовались кружки младолатышей. Кроме того, появились и марксистские кружки.

### Первая мировая война
Летом 1914 года в прибалтийских губерниях была объявлена мобилизация. В стране росли антинемецкие настроения. Немецкий военно-морской флот обстрелял Либаву.
Весной 1915 года боевые действия дошли до территории Латвии. 7 мая «Неманская» 8-я армия Германской империи заняла Либаву, до конца мая весь Лиепайский уезд и часть Айзпутского уезда до реки Вента. 13 июля немецкое наступление возобновилось Рижско-Шауляйской операцией. 8-я армия подошла к Митаве со стороны Литвы, но наступление было остановлено к 1 августа, главным образом благодаря национальной гвардии, составленной почти исключительно из батальонов объединённых рабочих рот Даугавгривской крепости, сформированных латышами. Национальные гвардейцы должны были строить укрепления, но неожиданное нападение немцев вынудило русское командование отправить их в бой. К концу сентября немцам удалось занять всю Курземе, а также большую часть Земгале и Селии. В течение последующих двух лет линия фронта существенно не менялась вплоть до Рижской операции, когда 3 сентября 1917 года немецким войскам удалось захватить Ригу.

## Борьба за независимость
В сентябре 1917 года в оккупированной германскими войсками Риге латышские политические партии сформировали коалицию — Демократический блок. В начале декабря 1917 года в Валке латвийские организации сформировали Латышский временный национальный совет.
24 декабря 1917 (6 января 1918) года в неоккупированных германскими войсками частях Лифляндской и Витебской губерний была провозглашена советская власть (т. н. Республика Исколата), однако вскоре германские войска заняли всю территорию современной Латвии.
28 января 1918 года в Стокгольме остзейский дворянин Генрих фон Штрик передает представителю Советской России В. В. Воровскому декларацию независимости немецких дворянских собраний Курляндии, Лифляндии и Эстляндии. Остзейские немцы обвиняют Россию в нарушении Ништадтского мирного договора 1721 года и пытаются добиться создания немецкого балтийского государства под протекторатом Германии.
28 января 1918 года в Петрограде на вторую сессию собирается Латышский временный национальный совет (ЛВНС). Резолюция совета от 30 января декларирует, что Латвия должна быть единой, демократической и независимой республикой. Это происходит в тайне, поскольку большевики запрещают работу ЛВНС. Позже на эту декларацию ссылались латвийские дипломаты, добивавшиеся международного признания нового государства.
18 февраля 1918 года германская армия, после трёхмесячного перерыва, возобновляет военные действия на Восточном фронте. Разложившаяся русская армия не способна оказать серьёзное сопротивление, и в течение десяти дней германские войска занимают всю территорию Латвии. Германское наступление уничтожает так называемую Республику Исколата.
3 марта 1918 года в Брест-Литовске Советская Россия подписывает мирный договор с Центральными державами — Германией, Австро-Венгрией, Болгарией и Османской империей.
8 марта 1918 года Курляндский ландтаг в Митаве объявил о восстановлении Герцогства Курляндского и Семигальского. Прогермански настроенные круги пытались реанимировать государственное образование, которое было бы тесно связано с Германской империей.
Перед капитуляцией Германии в Первой мировой войне, 5 ноября 1918 года, на оккупированных территориях провозглашается Балтийское герцогство под протекторатом Германии.
18 ноября 1918 года Народным советом, представлявшим ряд латвийских партий и общественных организаций, была провозглашена независимость Латвийской Республики, а также сформировано Временное правительство во главе с Карлисом Улманисом.
7 декабря 1918 года германский уполномоченный в Прибалтике Август Винниг с целью защиты территории Латвии от наступления Красной армии заключил с правительством Карлиса Улманиса соглашение об объявлении прибалтийского ландесвера вооружёнными силами Латвийской Республики. В соответствии с соглашением ландесвер должен был состоять из немецких, латышских и русских рот, при этом доля латышей должна была составлять 2/3 (однако это условие так и не было соблюдено). Временное правительство Латвии пошло на сделку с немцами, так как на тот момент не имело средств для покупки оружия, а малочисленные латышские отряды не могли противостоять Красной армии.
17 декабря 1918 года вышел Манифест Временного рабоче-крестьянского правительства Латвии об установлении советской власти, а 22 декабря 1918 года В. И. Ульянов (Ленин) подписал декрет Совнаркома РСФСР «О признании независимости Советской Республики Латвии». 3 января 1919 года Рига занята частями Красной армии. Была провозглашена Социалистическая советская республика Латвии (ССРЛ).
Не получая достаточной поддержки со стороны немецкого руководства, правительство Улманиса начало формирование независимых от ландесвера латышских военизированных формирований. Так, 5 января 1919 года, был организован отдельный латвийский батальон под командованием Оскара Калпакса (Колпака). В Южной Эстонии были созданы латышские отряды, насчитывавшие около 9800 солдат и офицеров, объединённые позднее в Северолатвийскую бригаду в составе Вооружённых сил Эстонии. Параллельно с этим военный министр временного правительства вывел латышские роты из состава ландесвера.
К началу февраля 1919 года Красной армии, в рядах которой были и латышские стрелки, удалось занять бо́льшую часть территории Латвии, за исключением небольшой территории вокруг портового города Либавы, которая оставалась под контролем правительства Карлиса Улманиса. Там же дислоцировались и поддерживавшие какое-то время Улманиса в борьбе с большевиками военные формирования остзейских немцев (прибалтийский ландесвер), в состав которых входила и Латышская бригада (около 2 тыс. солдат и офицеров).
16 апреля 1919 года в Лиепае немецкие отряды ландесвера свергли правительство Улманиса, которое считали антигерманским. Через несколько дней свергнутое правительство Улманиса переехало на пароход «Саратов», специально прибывший из Таллина и стоявший в Лиепайском порту под охраной английских военных. Под охраной британских и французских военных кораблей судно вышло на рейд и около двух месяцев провело в море.
26 апреля 1919 года командование ландесвера назначило премьер-министром Латвии лютеранского пастора Андриевса Ниедру, латыша по национальности, получившего известность благодаря своим острым выступлениям на страницах латышских газет.
22 мая немецкая Железная дивизия, ландесвер и русский отряд князя Ливена освободили Ригу от Красной армии, и туда переехало правительство Ниедры. После взятия Риги немецкое военное и политическое руководство попыталось создать в Латвии политический режим германской ориентации и обратило оружие против эстонской армии и латышских национальных вооружённых формирований, под контролем которых находился север Латвии.
Однако 23 июня 1919 года эстонская армия и латышские полки разбили под Цесисом отряды ландесвера и Железной дивизии, в результате чего 29 июня прогерманское правительство Ниедры было распущено, а сам Ниедра был вынужден бежать за границу. 27 июня 1919 года правительство Улманиса возобновило свою деятельность в Лиепае.
2 июля, в результате прорыва эстонской армией во главе с Й. Лайдонером и латышскими полками линии обороны Риги, между командованием немецких сил и эстонской армией, при участии представителей Антанты, было заключено перемирие. Согласно его условиям, к 5 июля 1919 года последние части Железной дивизии покинули Ригу, а подразделения ландесвера впоследствии были включены в состав латвийской армии.
В сентябре 1919 года бывший командующий германским корпусом граф Рюдигер фон дер Гольц при поддержке реваншистских сил из числа руководства армии Веймарской республики организовал в лагерях для пленных в Германии вербовку и переправку в Латвию русских солдат и офицеров, из которых была создана Западная добровольческая армия под командованием полковника П. Р. Бермондта-Авалова. В состав Западной армии были также включены подразделения формально ликвидированного германского корпуса фон дер Гольца. 20 сентября Бермондт-Авалов объявил о принятии на себя всей полноты власти в Прибалтике и отказался подчиняться командующему Северо-Западной армией генералу Юденичу. Западная добровольческая армия была разгромлена латвийскими войсками при содействии флота Антанты под Ригой в ноябре 1919 года, а сам Бермондт-Авалов бежал в Пруссию.
В начале 1920 года, в ходе совместного наступления латвийской и польской армий, Красная армия была вытеснена из Латгалии. 11 августа 1920 года правительство Латвии подписало мирный договор с РСФСР, по которому Советское правительство первым в мире признавало существование независимого Латвийского государства. 26 января 1921 года независимость Латвии официально признали страны-победители в Первой мировой войне (Антанта). 22 сентября 1921 года Латвия, одновременно с Литвой и Эстонией, была принята в Лигу Наций.

## Латвийская Республика (1918—1940 годы)

### Провозглашение независимости
Первый период независимости Латвии длился с 18 ноября 1918 года до 17 июня 1940 года. В 1917 году сформировались две политические силы, которые выступали за независимость Латвии, — Латышский временный национальный совет и Демократический блок. 17 ноября 1918 года эти организации создали Народный совет, который, в свою очередь, 18 ноября 1918 года провозгласил независимость Латвийской республики.
Однако основной задачей Народного совета было проведение политических консультаций и выборов в Конституционное собрание. Народный совет как высший орган власти в Латвии действовал до начала работы Учредительного собрания (1 мая 1920 года).

### Парламентская республика (1920—1934 годы)
7 февраля 1920 года в газете Valdības Vēstnesis («Правительственный вестник») были опубликованы составы Центральной и районных избирательных комиссий по выборам Учредительного собрания. 17 февраля в той же газете публикуется первая инструкция Центральной избирательной комиссии «О выборах Учредительного собрания Латвии».
Выборы Учредительного собрания состоялись 17—18 апреля 1920 года, в них приняли участие 84,9 % (677 084) избирателей.
Первое заседание Учредительного собрания открылось 1 мая 1920 года. На должность председателя собрания был избран юрист Янис Чаксте, позднее ставший первым президентом Латвийской Республики.
5 мая 1920 года Учредительное собрание создало 26 депутатских комиссий для разработки Конституции Латвии. Конституция была принята Учредительным собранием 15 февраля 1922 года. Она определяла, что Латвия является свободной, независимой, демократической республикой, в которой власть принадлежит народу Латвии, а решение об изменении государственного устройства и международного статуса (отказ от суверенитета, присоединение к какой-либо другой стране и т. д.) может принять только сам народ Латвии посредством референдума.
Одной из первых задач новой власти было разделение крупных земельных имений и наделение землёй безземельных крестьян. Уже в 1920 году Учредительное собрание создало комиссию по вопросам подготовки аграрной реформы. Максимальный размер поместий был определён в 50 гектаров земли, все излишки бесплатно передавались безземельным. Надельные участки не должны были быть меньше 10 гектаров и больше 22 гектаров, хотя фактически выделялись и меньшие наделы. Реформа продолжалась до 1937 года и в целом была успешной, обеспечив быстрое развитие сельского хозяйства. Если в 1920 году безземельными были 61,2 % крестьян, то в середине 1930-х годов — только 18 %. Уже в 1923 году посевные площади превысили довоенный уровень.
В свою очередь, 84 % лесов перешло в государственную собственность, что позволило государству контролировать деревообрабатывающую промышленность.
9 июня 1922 года был принят Закон о выборах. Он предусматривал проведение выборов в Сейм каждые три года. Избирательный порог, который было необходимо преодолеть партиям, чтобы быть представленными в Сейме, был низким (2,5 %). В результате начался активный процесс образования, разделения и слияния политических партий и течений, неизбежно связанный с острой политической борьбой. Это усиливало внутреннюю политическую нестабильность и приближало политический кризис.

### Авторитарный режим Улманиса (1934—1940 годы)
15 мая 1934 года глава правительства Латвийской Республики Карлис Улманис совершил государственный переворот, установив авторитарный режим. В стране было объявлено военное положение (сохранялось до 1938 года), отменено действие Конституции. Был распущен парламент (Сейм), часть депутатов временно арестовали, запрещены все политические партии, закрыты их органы печати, стала проводиться ярко выраженная националистическая политика. Органы местного самоуправления перешли под полный контроль правящего режима. Все без исключения рабочие организации и профсоюзы, спортивные и культурные общества были ликвидированы или реорганизованы. Оставшихся без работы промышленных рабочих принудительно переселяли в сельскую местность, направляли на заготовку леса и торфоразработки.
Правительство Карлиса Улманиса ужесточило политику в отношении национальных меньшинств: их общественные организации, а также большинство национальных школ, были закрыты. Проводился курс, направленный на полную ассимиляцию латгальцев (часть латгальских крестьян в принудительном порядке была переселена в другие районы Латвии).
Поддерживалось сельское хозяйство, инвестировались средства в строительство новых заводов (ВЭФ, Форд-Вайрогс), строились объекты республиканского значения (Кегумская ГЭС, санаторий Кемери), активно поддерживались национальная культура, образование и искусство. В официальной пропаганде Карлиса Улманиса именовали «вождём народа».
После гитлеровской аннексии Чехословакии прибалтийские страны стали склоняться под покровительство Германии. 7 июня 1939 года в Берлине министр иностранных дел Германии Риббентроп и министры иностранных дел Латвии В. Н. Мунтерс и Эстонии Карл Сельтер подписали Договор о ненападении между Германией и Латвией. В договоре имелась секретная клаузула, согласно которой Латвия обязывалась принять «с согласия Германии все необходимые меры военной безопасности по отношению к Советской России». Латвия и Эстония формально сохраняли нейтралитет, однако признали, что «опасность нападения существовала только со стороны Советской России и что здравомыслящая реализация их политики нейтралитета требует развертывания всех оборонительных сил против этой опасности». Латвия и Эстония отказывались впредь от англо-франко-советских гарантий. Кроме того, договор был асимметричным в сравнении с действовавшим договором с СССР: если второй автоматически считался расторгнутым при нападении одной из сторон на какую-либо страну, то первый сохранял свою силу и в этом случае.
23 августа 1939 года СССР и Германия подписали Договор о ненападении между Германией и Советским Союзом и секретный дополнительный протокол к нему о разграничении сфер обоюдных интересов в Восточной Европе на случай «территориально-политического переустройства». Протокол предусматривал включение Латвии в сферу интересов СССР.
В 1939—1941 годах, вначале по латвийско-германскому, а затем уже по советско-германскому соглашениям, в Германию репатриировалось большинство проживавших на территории Латвии немцев.

## Советская оккупация Латвии
15 июня 1940 года произошло нападение с советской территории на два латвийских пограничных поста — Масленки и Шмайли. В Шмайли пограничники не оказали никакого сопротивления, были пленены и увезены на советскую сторону. В Масленках латвийская пограничная охрана оказала сопротивление, в результате погибло трое латвийских военнослужащих и двое мирных жителей, здание пограничного поста было сожжено, несколько человек задержаны советской стороной. В общей сложности погибло 5 человек; 37 человек были задержаны. Погибшие имелись и на стороне нападавших.
16 июня 1940 года в 14:00 советский народный комиссар иностранных дел В. М. Молотов зачитал послу Латвии Ф. Коциньшу ультиматум правительства СССР, в котором требовались отставка правительства Латвии и увеличение контингента советских войск в республике. При этом латвийское руководство уведомлялось, что если до 23:00 не будет получен ответ от правительства Латвии, вооружённые силы СССР войдут на территорию Латвии и подавят любое сопротивление.
Карлис Улманис обратился к послу Германии в Латвии Ульриху фон Коцу с просьбой открыть коридор в Восточную Пруссию для эвакуации властей и армии. В просьбе было отказано. Армия не получила приказ на вооруженное сопротивление частям РККА и бездействовала. Кабинет министров Латвии отказался использовать армию для противодействия советским войскам, так как считал, что оно вызовет кровопролитие, но не спасет Латвийское государство. Вечером 16 июня власти Латвии сообщили о принятии советского ультиматума.
17 июня 1940 года в 9:00 представитель Красной армии генерал-полковник Д. Г. Павлов встретился с представителем Латвийской армии Отто Удентиньшем на железнодорожной станции Йонишки, однако не дожидаясь ответа властей Латвии и результатов переговоров представителей армий, части Красной армии пересекли советско-латвийскую границу.
В этот же день, в 13:00, в город Ригу вошли первые советские танки, после чего в городе начались стихийные демонстрации с требованием отставки К. Улманиса. Попытки латвийской полиции разогнать демонстрантов вылились в уличные столкновения, в ходе которых с обеих сторон были убитые и раненые.
Части Красной армии, вступившие на территорию Латвии, часто приветствовались местным населением (а на востоке республики, в Латгалии, даже имели место факты братания с красноармейцами).
Вечером 17 июня президент К. Улманис выступил по радио с призывом к народу оставаться на своих местах и не оказывать сопротивление.
18 июня 1940 года в Латвии было введено осадное положение, в Ригу начали прибывать части айзсаргов.
Вечером 20 июня 1940 года было образовано так называемое Народное правительство Латвии в главе с профессором А. М. Кирхенштейном (его назначение утвердил К. Улманис и передал новому кабинету министров правительственные полномочия).
Новое латвийское правительство отменило осадное положение, амнистировало политзаключённых, распустило части айзсаргов. Были отменены все ограничения в отношении национальных меньшинств.
14—15 июля 1940 года состоялись выборы в Народный сейм Латвии. 21 июля 1940 года собравшийся на свою первую сессию Сейм принял решение об образовании Латвийской ССР и обратился к советскому руководству с просьбой принять республику в состав СССР. В тот же день президент Латвии К. Улманис, подписав все принятые Сеймом законы, ушёл в отставку.
5 августа 1940 года Верховный Совет СССР принял закон о включении Латвийской ССР в состав Советского Союза.
13—14 июня 1941 года была проведена массовая депортация жителей Латвии: в общей сложности депортированы более 15 400 человек. Задержания, аресты и расстрелы продолжались до начала немецкой оккупации Латвии. Всего в 1941 году было депортировано 0,74 % всего населения Латвии. Было выслано 1,9 % всех евреев, проживающих в Латвии, 0,8 % латышей и 0,4 % от общего числа русских (81,27 % депортированных по этническому происхождению были латышами, 11,7 % — евреями, а третьей по величине группой депортированной в 1941 году были русские — 5,29 %). В числе депортированных были бывшие латвийские государственные чиновники времён К. Улманиса, активисты латвийских националистических организаций, бывшие чины полиции и тюрем, бывшие офицеры белых армий, некоторые офицеры бывшей латвийской армии, считавшиеся неблагонадёжными, а также уголовники и асоциальные элементы. На момент ареста 4365 человек были арестованы как «общественно опасные элементы». 1857 человек в ходе депортации были арестованы как члены семей подсудимых (причина депортации — «как часть семьи»). В целом в 1941 году арест был применён в качестве меры обеспечения защиты к 6 222 депортированным (43 % всех депортированных). В общей сложности в депортации в июне 1941 года погибло не менее 4884 человек (34 % от общего числа депортированных). Около 3600 заключенных из Латвии были собраны в специальных поездах, которые отправились 26 июня. Менее 1 % этих заключенных смогли вернуться в Латвию.

## Германская оккупация в годы Второй мировой войны
В июне — июле 1941 года, в начале Великой Отечественной войны, территория Латвийской ССР была оккупирована войсками нацистской Германии.
23 июня 1941 года ЦК КП(б) Латвийской ССР и правительство республики выступили с обращением к населению, в котором призвали собрать все силы на отпор германским войскам. Ими была восстановлена распущенная в мае 1941 года латвийская Рабочая гвардия, но теперь под названием «истребительных батальонов». Также началась массовая эвакуация материальных ценностей и лояльного Советской власти населения. Всего в советский тыл было эвакуировано 53 тыс. жителей Латвии (беженцы и мобилизованные). Уже в августе 1941 года многие из них стали основным контингентом для мобилизации в новые латвийские формирования в составе РККА.
Оборона Риги началась 29 июня 1941 года, в ней участвовали рабочие батальоны из местных жителей, но уже в ночь на 30 июня начался организованный отход защитников в направлении к Валке. В этом пограничном с Эстонской ССР городе временно разместилось эвакуированное правительство и ЦК КПЛ.
До начала войны 14 июня 1941 года немалое количество (около трети) офицеров 24-го Латышского стрелкового корпуса, в котором служили бывшие военнослужащие латвийской армии, было репрессировано, с 22 июня 1941 года достаточное количество было уволено из армии, с 29 июня 1941 года увольнения солдат-латышей, по некоторым источникам, приняли достаточно массовый характер. По данным советских историков, демобилизация командиров и рядовых из числа граждан Латвийской ССР была проведена 29—30 июня 1941 года по приказу штаба Северо-Западного фронта. Все части корпуса, начиная с 29 июня 1941 года, пополнялись за счёт призывников из внутренних районов СССР.
Уже с первых дней оккупации начало проводиться массовое уничтожение еврейского населения Латвии и коммунистических активистов. Активное участие в репрессиях принимали местные коллаборационистские формирования.
1 сентября 1941 года территория Латвии была включена в состав созданного рейхскомиссариата Остланд как генеральный округ Латвия. Началось формирование гражданской оккупационной администрации, подразделений вспомогательной полиции и иных военизированных вооружённых формирований («железнодорожная охрана», «заводская охрана» и др.) из «фольксдойче» и местных коллаборационистов.
В августе 1941 года германские оккупационные власти объявили все государственные предприятия собственностью Германии.
В марте 1942 года при германском генеральном комиссаре Латвии О.-Г. Дрехслере было создано так называемое Латвийское самоуправление — местная коллаборационистская администрация (во главе — бывший генерал латвийской армии О. Данкерс).
С начала 1942 года на базе нескольких латышских полицейских частей начал создаваться Латышский добровольческий легион СС (генералом-инспектором легиона был назначен Р. Бангерский, в прошлом генерал латвийской армии).
В 1943 году германские оккупационные власти начали мобилизацию местных жителей в Латышский легион СС. Многие латыши мобилизацию в легион считали приемлемой. Некоторые немецкие документы того времени ярко раскрывают настроения солдат 15-й латышской дивизии СС. В одном из них сказано: «Они желают постоянное латышское национальное государство. Поставленные перед выбором — Германия или Россия, они выбрали Германию …, так как немецкое господство им кажется меньшим злом. Ненависть к России углубила … оккупация Латвии. Они считают борьбу против России национальным долгом».
За годы немецкой оккупации от рук нацистов и их местных пособников погибло более 313 тыс. мирных жителей (в том числе собственно жителей Латвии — около 100 тыс. человек) и свыше 330 тыс. советских военнопленных. Еврейское население Латвии было уничтожено почти полностью (из 80 тыс. евреев выжили только 162 человека).
13 августа 1943 года в подполье представителями крупнейших политических партий бывшей независимой Латвии был создан Латвийский центральный совет, который 8 сентября 1944 года провозгласил восстановление независимости Латвии. В июле 1944 года в оккупированной Латвии по согласованию с немцами была создана группа генерала Курелиса, которая должна была действовать в тылу наступавших советских войск. Командование этой группы надеялось использовать эту силу для восстановления независимости Латвии после отступления немцев. Но в ноябре 1944 года немцы разоружили эту часть, несколько офицеров было расстреляно, часть солдат была отправлена в Латышский легион СС, а другие — в Штуттгофский концлагерь.
13 октября 1944 года части Красной армии с боями вступили в Ригу, а 15 октября 1944 года полностью овладели городом. Бо́льшая часть территории Латвии была освобождена от немецкой оккупации в ходе Прибалтийской наступательной операции. Однако города Либава (Лиепая), Павилоста, Айзпуте, Скрунда, Салдус, Сабиле, Кандава, Тукумс были заняты советскими войсками только 9 мая 1945 года. В этот же день большая группировка немецких солдат морем эвакуировалась в Швецию. По морю в Швецию бежали и многие жители Латвии. 10 мая, узнав о капитуляции Германии, капитулировала и Курляндская группировка во главе с генералом Гильпертом. 10 мая советские войска вошли в города Валдемарпилс, Вентспилс, Гробиня, Пилтене.

## Послевоенный период (1945—1991 годы)
После освобождения от немецко-фашистской оккупации 24 ноября 1944 года, на территории Латвии были воссозданы структуры власти Латвийской ССР. Но ещё ранее, с того момента, как советско-германский фронт переместился на территорию Прибалтики летом 1944 года, началось вооружённое сопротивление советскому режиму. В отличие от 1940 года, оно стало достаточно массовым и сопровождалось большой жестокостью как со стороны «лесных братьев», так и со стороны советского режима. «Лесные братья» действовали в основном в сельской местности.
В 1949 году в Прибалтике проведена большая мартовская депортация (операция «Прибой») во время которой высылке подлежали 13 624 семей или 42 975 человек, в основном сельских жителей, классифицированных как кулаки или пособники «лесных братьев». Высланные составили 2,28 % населения Латвии. Из высланных в 1949 году умерли в пути 183 человека, скончались во время ссылки 4941 человек, или 12 % от всех высланных. Ещё 1376 лицам было запрещено после окончания срока высылки возвращаться в Латвию.
В 1949—1950 годах в Латвийской ССР была проведена массовая коллективизация. После этого производство сельскохозяйственной продукции резко упало, возделываемые угодья начали пересыхать, а поголовье скота и птицы сокращаться.
На пленуме ЦК КПЛ первый секретарь Компартии Латвии Янис Калнберзиньш сделал доклад, в котором были приведены данные, что в 1945—1953 годы в Латвийской ССР репрессиям подверглись в общей сложности 119 тыс. человек, из которых 2 321 был убит, 43 702 человека были высланы на поселение в ходе массовых депортаций, а 72 850 человек были арестованы.
После начала «хрущёвской оттепели» к власти в Латвии пришло новое поколение коммунистов (Э. Берклавс, И. Пинксис, П. Дзерве и другие), которые в историографии Латвии известны как «национальные коммунисты». Они выступали за экономическую и культурную автономию Латвии и пытались сократить приток населения из других советских республик, чтобы воспрепятствовать русификации. Но в июле 1959 году состоялся закрытый Пленум Центрального Комитета Компартии Латвии, после которого партийное руководство было сменено. Около 2000 членов Коммунистической партии Латвии лишились своих должностей и были исключены из партии.
К 1950-м годам уровень жизни в Латвийской ССР был одним из самых высоких в Советском Союзе. Доход на душу населения в Латвии в 1956 году составлял 717 рублей. Для сравнения, во всём Советском Союзе в этом же году этот показатель составлял 535 рублей, в РСФСР — 598 рублей, в Украинской ССР — 559 рублей, в Эстонской ССР — 720 рублей.
В рамках послевоенной индустриализации в республике были построены или модернизированы крупные промышленные предприятия: Рижский государственный электротехнический завод «ВЭФ», Рижский завод «Радиотехника», автозавод «РАФ», Рижский вагоностроительный завод (РВЗ), Рижский электромашиностроительный завод (РЭЗ) и другие.
В советское время построена энергетическая инфраструктура Латвии: нефтепровод Полоцк — Вентспилс, Вентспилсская нефтебаза, подземное газовое хранилище Инчукалнс, Рижская ГЭС, Плявиньская ГЭС, ряд ТЭЦ. Строились и модернизировались текстильные предприятия (в том числе крупнейший в регионе Огрский трикотажный комбинат), химические предприятия (Даугавпилсский завод химического волокна), Рижская фабрика музыкальных инструментов, косметическая фабрика «Дзинтарс», а также жилые дома, больницы и поликлиники, учебные заведения, научно-исследовательские институты.
Улучшалась сеть автомобильных дорог, развивалась туристическая инфраструктура. Юрмала стала одним из самых известных городов-курортов в СССР.
Экономика Латвийской ССР в 1945—1990 годах стремительно развивалась. Если в конце 1940-х годов стоимость основных фондов этой союзной республики составляла 1 млрд рублей, то к началу 1990 года она достигла 29,9 млрд рублей (в сопоставимых ценах 1973 года), а с учётом оборотных средств и домашнего имущества населения национальное богатство республики приблизилось к 45 млрд рублей.
Согласно данным исследования, проведённого журналистами российской газеты «Версия» в середине 2000-х годов, ежегодно СССР вкладывал в Советскую Латвию по 1,3 млрд долларов. В заметке отмечается, что к концу 1930-х годов экономика прибалтийской республики переживала не лучшие времена: 

«Угасание латышской экономики нарушила „советская оккупация“. „Оккупанты“ не только не вывезли из страны ничего ценного, но и вкладывали в Латвию деньги более активно, чем в собственную экономику. В 1946—1985 годах построены и восстановлены 216 крупных промышленных предприятий».
По оценке ИМЭМО РАН, в 1990 году по ВВП на душу населения СССР в целом занимал 39-е место в мире, а Латвийская ССР — 40-е место в мире.
Многие партийные руководители Советской Латвии были выдвинуты на руководящие посты в Москву, среди них член Политбюро ЦК КПСС А. Я. Пельше, руководитель КГБ Латвийской ССР Б. К. Пуго и другие.
Однако построенные в Латвии крупные предприятия нуждались в рабочей силе, которая завозилась из других регионов СССР, что изменило этнический состав населения, и в начале 1980-х годов доля этнических латышей составляла всего лишь 52 % от всего населения Латвии.
Самым важным средством сохранения национальной идентичности латышей оставалась культура. Творческие союзы превращались зачастую в центры «интеллектуального сопротивления», но открытое диссидентство было в Латвии редким явлением.

## Восстановление независимости
После начала «перестройки» уже в 1987 году в столицах прибалтийских республик СССР начались массовые протестные акции.
В 1988 году в Латвийской ССР возникли новые общественно-политические движения. Крупнейшее из них — «Народный фронт Латвии» — постепенно пришло к власти в 1989—1990 годах. Противостоящий «Народному фронту Латвии» «Интерфронт», выступавший за сохранение Латвии в составе Советского Союза, не имел такой широкой поддержки. «Народный фронт Латвии» сотрудничал с «Народным фронтом Эстонии» и литовским движением «Саюдис». 23 августа 1989 года все три движения осуществили совместную общественно-политическую акцию «Балтийский путь», приуроченную к 50-й годовщине пакта Молотова — Риббентропа имевшую своей целью продемонстрировать желание народов Прибалтики отделиться от СССР. Живая цепь, образованная из взявшихся за руки людей, протянулась через территорию всей Прибалтики — от башни Длинный Герман в Таллине до башни Гедимина в Вильнюсе.
4 мая 1990 года новоизбранным Верховным Советом Латвийской ССР была принята Декларация о восстановлении независимости Латвийской Республики. Согласно этому документу, было возобновлено действие Конституции 1922 года и установлен де-факто переходный период до созыва Сейма. Одновременно был созван Конгресс граждан Латвийской Республики, в выборах которого, в отличие от выборов в Верховный Совет, участвовали только лица, бывшие гражданами Латвии до её присоединения к СССР, и их потомки.
20 января 1991 года Рижский ОМОН захватил здание МВД Латвии, при этом в результате интенсивной стрельбы в центре города 10 человек было ранено, 5 — убито.
По результатам опроса 3 марта 1991 года 74 % жителей Латвии высказались за демократическую и государственно независимую Латвийскую Республику.
После Августовского путча и поражения ГКЧП 6 сентября 1991 года независимость Латвийской Республики была официально признана Государственным Советом СССР. 17 сентября 1991 года Латвийская Республика стала членом ООН.
Жители Латвии, которые были гражданами Латвии до её присоединения к СССР в 1940 году, и их потомки восстановили латвийское гражданство согласно принятому 15 октября 1991 года Верховным Советом Латвийской Республики постановлению «О восстановлении прав граждан Латвийской Республики и основных условиях натурализации». Согласно ему, указ Президиума Верховного Совета СССР от 7 сентября 1940 года был объявлен не имеющим силы по отношению к гражданам Латвийской Республики с момента принятия, а гражданство Латвии было признано только за лицами, бывшими гражданами Латвийской Республики на 17 июня 1940 года, и их потомками (примерно 2/3 жителей страны); двойное гражданство было запрещено. В октябре 1992 года было принято постановление Верховного Совета «Об условиях признания прав граждан Латвийской Республики за лицами, которые до 1 августа 1914 года проживали в границах Латвии, и их потомками». Граждане СССР, прибывшие в Латвию во время её нахождения в составе СССР, и их потомки получили статус «неграждан», что лишало их политических прав.
Осенью 1991 года в Латвийской Республике был начат процесс реституции — возвращение недвижимого имущества бывшим владельцам и их наследникам, в результате которого 220 тысяч жителей страны потеряли право проживать в своих домах и квартирах даже на условиях найма.

## Современная Латвийская Республика
31 августа 1994 года завершился вывод российских войск из Латвии. Под давлением США это было сделано за два года с момента начала переговоров, вместо предполагавшихся семи лет.
10 февраля 1995 год Латвийская Республика становится членом Совета Европы.
10 февраля 1999 года Латвийская Республика стала членом Всемирной торговой организации.
В феврале 2004 года 19 стран-членов НАТО ратифицировали протоколы о вступлении Латвии в Североатлантический альянс, в мае того же года страна была принята в Евросоюз.
21 декабря 2007 года Латвия вошла в состав, а с 30 марта 2008 года полностью применяет правила Шенгенской зоны. 1 января 2014 года Латвия стала 18-м членом Еврозоны.
В 2000-е годы экономика стабильно поднималась на 5—7 % в год (в 2006 — 12,6 %, 2007 — 10,3 %) до начала экономического кризиса 2008 года. Довольно болезненным для страны оказался период мирового финансового кризиса, вызвавший падение экономики в период с 2008 по 2010 годы. Однако лишь 2009 год можно назвать условно катастрофическим: ВВП Латвии упал на 17,8 % — самый худший показатель динамики ВВП в мире.. Выйти на докризисный уровень удалось к 2014 году, затем до 2020 года рост экономики составлял 2—3 % в год.
В 2009 году из-за экономической политики правительства в Старой Риге произошли погромы — мирный митинг о роспуске Сейма на Домской площади перерос в беспорядки. После акции протеста в нескольких зданиях были разбиты окна, пострадало само здание Сейма, а также был ограблен магазин; по итогам беспорядков полиция задержала 126 участников протестной акции, семь из них получили реальный срок. Самый значимый результат беспорядков 2009 года — роспуск Сейма, который состоялся через два года.
В первом полугодии 2015 года Латвия председательствовала в Совете Европейского союза.
2 июня 2016 года Латвия стала 35-м членом Организации экономического сотрудничества и развития (ОЭСР). По ВВП на душу населения Латвия занимает третье место среди постсоветских стран, уступая лишь соседям — Эстонии и Литве.